# مایکل فیلیپس
مایکل فیلیپس (انگلیسی: Michael Phillips؛ زادهٔ ۲۲ ژانویهٔ ۱۹۸۳) یک بازیکن فوتبال اهل بریتانیا است.
از باشگاه‌هایی که در آن بازی کرده‌است می‌توان به باشگاه فوتبال ولینگ یونایتد، باشگاه فوتبال تونبریج آنجلز، باشگاه فوتبال جیلینگام، باشگاه فوتبال وورتینگ، باشگاه فوتبال رامزگیت، باشگاه فوتبال هاستینگز یونایتد، باشگاه فوتبال مایدستون یونایتد و باشگاه فوتبال اریث تاون اشاره کرد.